# Peter Schindler (padre)
Peter Schindler (Frederiksberg,16 de fevereiro de 1892 - 14 de fevereiro de 1967) foi um pastor e escritor católico romano dinamarquês.
Schindler estudou teologia protestante em 1909 e se converteu à Igreja Católica Romana em 1914. Em seguida, continuou seus estudos em Roma e foi ordenado sacerdote em Siena em 1918. Depois de um breve serviço como capelão em Copenhague e mais estudos na Itália, ele ocupou vários cargos pastorais na Dinamarca. A partir de 1946, voltou a viver em Roma, no Collegio Teutonico di Santa Maria dell'Anima.
Além de numerosas monografias e obras biográficas e turísticas, Schindler publicou uma importante tradução do Novo Testamento para o dinamarquês em 1953.